# Institut national supérieur du Sahara et du Sahel d'Iriba
L’Institut national supérieur du sahara et du sahel d’Iriba (IN3SI) est un établissement public tchadien d’enseignement et de formation supérieurs professionnels, à caractère scientifique et technique. L’IN3SI initialement appelé Institut supérieur du sahara et du sahel d’Iriba (ISSI) est placé sous la tutelle du Ministère de l’enseignement supérieur, de la recherche et de l’innovation. Il est abrité par la ville d’Iriba, dans la région de Wadi Fira à l’Est du Tchad.

## Création
Dans le but de consolider l’enseignement supérieur, le gouvernement  a, par la loi N°036/PR /2010 du 27 décembre 2010, créé l’Institut supérieur du Sahara et du Sahel d’Iriba (ISSI)  qui sera appelé plus tard Institut national supérieur du Sahara et du Sahel d‘Iriba. L’Ordonnance N°004/PR/2015 du 2 mars 2015 a ratifié cette loi portant sur la modification de la dénomination des instituts et universités publics. 

## Administration
L’IN3SI est administré par une équipe composée d’un directeur général, d’un secrétaire général, d’un directeur d'études, de deux chefs de département, d’un chef de service de la scolarité, des examens et de la statistique, d’un agent comptable et d’un aide comptable. En avril 2017 l'équipe est la suivante :
| Nom et Prénom            | Fonction                                                          | Statut        |                          |                 |               |
| Dr Bichara Brahim Haggar | Directeur général                                                 | Fonctionnaire |                          |                 |               |
| Abdelkérim Ismaël Arim   | Secrétaire général                                                | Fonctionnaire |                          |                 |               |
| Ismael Mahamat           | Directeur des études                                              | Fonctionnaire |                          |                 |               |
| Mayoré Atéba Djibrine    | Chef de service de la scolarité, des examens et de la statistique | Fonctionnaire |                          |                 |               |
| NOUBADOUM MAKAMBAYE      | Chef de département Génie Rural                                   | Fonctionnaire | Moustapha Mahamat Ambadi | Agent comptable | Fonctionnaire |
| Béchir Ali               | Aide comptable                                                    | Fonctionnaire |                          |                 |               |

## Organes statutaires
Suivant le décret N°1578/PR/PM/MES/2011 portant organisation et fonctionnement de l’ISSI et dans le cadre de la gestion participative, la direction de cet institut est assurée par les organes statuaires suivants :
- Le Conseil d’administration (CA) ;
- Le Conseil d’enseignement et de recherche (CER) ;
- Le Conseil des études et de la vie de l’institut (CEVI) ;
- Le Conseil de département (CD).

## Offre de formation
Depuis la rentrée universitaire de 2015, l’IN3SI offre deux départements de formation : le département de génie rural (GR) et le département d’énergies nouvelles et renouvelables (ENR). En perspective, l’IN3SI compte ouvrir quatre autres départements : département de mines, département de génie civil, département d’agriculture, d’élevage et d’environnement, département de technologie agro-industrielle et de l’informatique. Seules les filières de génie rural et d’énergies nouvelles et renouvelables sont accessibles pour le moment.

## Conditions d’accès
L’accès aux formations à l’IN3SI est conditionné par le succès aux concours d’entrée organisés annuellement par l’Office National des Examens et Concours du Supérieur (ONECS). Les candidatures sous régime spécial peuvent être recevables à condition qu’elles soient accompagnées des pièces requises par l’IN3SI. Toutefois, les filières de formation ne sont ouvertes qu’aux candidats ayant obtenu un baccalauréat scientifique (C, D et E) ou un diplôme équivalent.

## Liste des Directeurs généraux
Se sont succédé à la tête de l'IN3SI les personnes suivantes (par ordre chronologique) :
- Dr Mahamat Seid Ali ;
- Dr Saleh Mahamat Bauche ;
- Pr Abakar Mahamat Tahir[6],[note 1];
- Dr Bichara Brahim Haggar[note 2].

## Partenariat
L’IN3SI a initié des partenariats et signé des conventions avec plusieurs autres institutions. Il s’agit de :
- Institut international d’ingénierie de l’eau et de l’environnement (2iE), Ouagadougou, Burkina Faso : accord cadre ;
- École des mines et de géologie (EMIG), Niamey, Niger : accord cadre ;
- Institut Jean Monnet, Sainte Etienne, France : partenariat initié ;
- ISAE : accord cadre ;
- Institut tchadien de recherche pour le développement (ITRAD)[7]  : accord cadre ;
- Centre de contrôle de la qualité des denrées alimentaires (CECOQDA)[8], N'Djaména, Tchad ;
- École normale supérieure des travaux publics (ENSTP), N’Djaména, Tchad : accord cadre ;
- Université de N'Djaména, N'Djaména, Tchad : accord cadre ;
- Lycée technique industriel, N'Djaména, Tchad : accord cadre.